# Downtown Battle Mountain
Downtown Battle Mountain es el primer álbum de estudio de la banda estadounidense de post-hardcore Dance Gavin Dance. Fue lanzado por Rise Records el 15 de mayo de 2007. El álbum sirve como continuación del debut de la banda, "Whatever I Say Is Royal Ocean", que se lanzó en 2006. El título del álbum se inspiró en la ciudad no incorporada de Battle Mountain, Nevada, después de que la banda visitara la ciudad. El álbum fue producido por Kris Crummett, quien produciría la mayoría de los futuros lanzamientos de estudio de la banda.
El álbum fue apoyado por cuatro sencillos; "And I Told Them I Invented Times New Roman", "Lemon Meringue Tie", "The Backwards Pumpkin Song" y "Open Your Eyes and Look North". Es el primero de dos álbumes de estudio de la banda que presenta al vocalista limpio Jonny Craig. Craig se fue a fines de 2007 y luego se reincorporó a mediados de 2010. El álbum es el único de larga duración de la banda que presenta al guitarrista Sean O'Sullivan, quien dejó la banda a fines de 2007. El 8 de marzo de 2011 se lanzó una secuela no directa del álbum, titulada Downtown Battle Mountain II.

## Lista de canciones
| N.º | Título                                                 | Duración |  |
| 1.  | «Untitled»                                             | 0:48     |  |
| 2.  | «And I Told Them I Invented Times New Roman»           | 4:48     |  |
| 3.  | «It's Safe to Say You Dig the Backseat»                | 5:14     |  |
| 4.  | «Strawberry André»                                     | 3:13     |  |
| 5.  | «Lemon Meringue Tie»                                   | 3:50     |  |
| 6.  | «The Backwards Pumpkin Song»                           | 4:06     |  |
| 7.  | «Antlion»                                              | 3:19     |  |
| 8.  | «Turn Off the Lights, I'm Watching Back to the Future» | 3:59     |  |
| 9.  | «Open Your Eyes and Look North»                        | 4:29     |  |
| 10. | «Surprise! I'm from Cuba, Everyone Has One Brain»      | 4:54     |  |
| 11. | «12 Hours, 630 Miles»                                  | 1:24     |  |

## Personal
- Jonny Craig - voz principal
- Jon Mess - voz secundario
- Will Swan - guitarra
- Sean O'Sullivan - guitarra
- Eric Lodge - bajo
- Matt Mingus - batería, percusión